# 第70回ゴールデングローブ賞
第70回ゴールデングローブ賞

2013年1月13日
映画賞 (ドラマ部門): 

『アルゴ』
映画賞 (ミュージカル・コメディ部門): 

『レ・ミゼラブル』
テレビシリーズ賞 (ドラマ部門): 

『HOMELAND』
テレビシリーズ賞 (ミュージカル・コメディ部門): 

『GIRLS/ガールズ』
ミニシリーズ・テレビ映画賞: 

『ゲーム・チェンジ 大統領選を駆け抜けた女』
第70回ゴールデングローブ賞（だい70かいゴールデングローブしょう）は、2012年の映画とテレビ番組を対象としており、授賞式は2013年1月13日にカリフォルニア州ビバリーヒルズのビバリーヒルトン・ホテルで行われ、NBCが放送した。司会はティナ・フェイとエイミー・ポーラーである。ノミネートは2012年12月13日にジェシカ・アルバ、ミーガン・フォックス、エド・ヘルムズによって発表された。生涯功労賞であるセシル・B・デミル賞は2012年11月1日にジョディ・フォスターに贈られることが発表された。授賞式はディック・クラーク・プロダクションズがハリウッド外国人映画記者協会と共同でプロデュースした。

## ノミネート
以下がノミネートの一覧である。太字が受賞である。

### 映画
| 映画作品賞 | 映画作品賞 |
| ドラマ部門 | ミュージカル・コメディ部門 |
| --- | --- |
| - 『アルゴ』 - 『ジャンゴ 繋がれざる者』 - 『ライフ・オブ・パイ/トラと漂流した227日』 - 『リンカーン』 - 『ゼロ・ダーク・サーティ』 | - 『レ・ミゼラブル』 - 『マリーゴールド・ホテルで会いましょう』 - 『ムーンライズ・キングダム』 - 『砂漠でサーモン・フィッシング』 - 『世界にひとつのプレイブック』 |
| 映画演技賞（ドラマ部門） | |
| 主演男優賞 | 主演女優賞 |
| - ダニエル・デイ＝ルイス - 『リンカーン』 - エイブラハム・リンカーン役 - リチャード・ギア - 『キング・オブ・マンハッタン 危険な賭け』 - ロバート・ミラー役 - ジョン・ホークス - 『セッションズ』 - マーク・オブライエン役 - ホアキン・フェニックス - 『ザ・マスター』 - フレディ・クウィル役 - デンゼル・ワシントン - 『フライト』 - ウィリアム・"ウィップ"・ウィテカー役                                   | - ジェシカ・チャステイン - 『ゼロ・ダーク・サーティ』 - マヤ役 - マリオン・コティヤール - 『君と歩く世界』 - ステファニー役 - ヘレン・ミレン - 『ヒッチコック』 - アルマ・レヴィル役 - ナオミ・ワッツ - 『インポッシブル』 - マリア役 - レイチェル・ワイズ - 『愛情は深い海の如く』 - ヘスター役 |
| 映画演技賞（ミュージカル・コメディ部門） | |
| 主演男優賞 | 主演女優賞 |
| - ヒュー・ジャックマン - 『レ・ミゼラブル』 - ジャン・バルジャン役 - ジャック・ブラック - 『バーニー/みんなが愛した殺人者』 - バーニー・ティーディ役 - ブラッドリー・クーパー - 『世界にひとつのプレイブック』 - パット・ソリータ役 - ユアン・マクレガー - 『砂漠でサーモン・フィッシング』 - アルフレッド・"フレッド"・ジョーンズ役 - ビル・マーレイ - 『私が愛した大統領』 - フランクリン・ルーズベルト役 | - ジェニファー・ローレンス - 『世界にひとつのプレイブック』 - ティファニー・マクスウェル役 - エミリー・ブラント - 『砂漠でサーモン・フィッシング』 - ハリエット・チェットウッド＝タルボット役 - ジュディ・デンチ - 『マリーゴールド・ホテルで会いましょう』 - エヴリン・グリーンスレイド役 - マギー・スミス - 『カルテット! 人生のオペラハウス』 - ジャン・ホートン役 - メリル・ストリープ - 『31年目の夫婦げんか』 - ケイ・ソームズ役                                    |
| 助演男優賞 | 助演女優賞 |
| - クリストフ・ヴァルツ - 『ジャンゴ 繋がれざる者』 - ドクター・キング・シュルツ役 - アラン・アーキン - 『アルゴ』 - レスター・シーゲル役 - レオナルド・ディカプリオ - 『ジャンゴ 繋がれざる者』 - カルヴィン・J・キャンディ役 - フィリップ・シーモア・ホフマン - 『ザ・マスター』 - ランカスター・ドッド役 - トミー・リー・ジョーンズ - 『リンカーン』 - タデウス・スティーブンス役                         | - アン・ハサウェイ - 『レ・ミゼラブル』 - ファンティーヌ役 - エイミー・アダムス - 『ザ・マスター』 - ペギー・ドッド役 - サリー・フィールド - 『リンカーン』 - メアリー・トッド・リンカーン役 - ヘレン・ハント - 『セッションズ』 - シェリル・コーエン・グリーン役 - ニコール・キッドマン - 『ペーパーボーイ 真夏の引力』 - シャーロット・ブレス役 |
| 監督賞 | 脚本賞 |
| - ベン・アフレック - 『アルゴ』 - キャスリン・ビグロー - 『ゼロ・ダーク・サーティ』 - アン・リー - 『ライフ・オブ・パイ/トラと漂流した227日』 - スティーヴン・スピルバーグ - 『リンカーン』 - クエンティン・タランティーノ - 『ジャンゴ 繋がれざる者』 | - クエンティン・タランティーノ - 『ジャンゴ 繋がれざる者』 - クリス・テリオ - 『アルゴ』 - トニー・クシュナー - 『リンカーン』 - デヴィッド・O・ラッセル - 『世界にひとつのプレイブック』 - マーク・ボール - 『ゼロ・ダーク・サーティ』 |
| 作曲賞 | 主題歌賞 |
| - マイケル・ダナ - 『ライフ・オブ・パイ/トラと漂流した227日』 - ダリオ・マリアネッリ - 『アンナ・カレーニナ』 - アレクサンドル・デスプラ - 『アルゴ』 - ジョン・ウィリアムズ - 『リンカーン』 - トム・ティクヴァ&ジョニー・クリメック&ラインホルト・ハイル - 『クラウド アトラス』 | - 「スカイフォール」（アデル&ポール・エプワース） - 『007 スカイフォール』 - "For You" （作曲・作詞: キース・アーバン&マイケル・マクヴィビット） - 『ネイビーシールズ』 - "Not Running Anymore" （ジョン・ボン・ジョヴィ） - 『ミッドナイト・ガイズ』 - 「セーフ&サウンド」（テイラー・スウィフト&ザ・シビル・ウォーズ） - 『ハンガー・ゲーム』 - 「サドゥンリー」（アラン・ブーブリル&クロード＝ミシェル・シェーンベルク&ハーバート・クレッツマー） - 『レ・ミゼラブル』 |
| アニメ映画賞 | 外国語映画賞 |
| - 『メリダとおそろしの森』 - 『フランケンウィニー』 - 『モンスター・ホテル』 - 『ガーディアンズ 伝説の勇者たち』 - 『シュガー・ラッシュ』 | - 『愛、アムール』 - 『ロイヤル・アフェア 愛と欲望の王宮』 - 『最強のふたり』 - 『君と歩く世界』 - 『コン・ティキ』 |

### テレビ
| テレビシリーズ賞 | テレビシリーズ賞 |
| ドラマ部門 | ミュージカル・コメディ部門 |
| --- | --- |
| - 『HOMELAND』 - 『ブレイキング・バッド』 - 『ボードウォーク・エンパイア 欲望の街』 - 『ダウントン・アビー』 - 『ニュースルーム』 | - 『GIRLS/ガールズ』 - 『ビッグバン★セオリー/ギークなボクらの恋愛法則』 - 『マット・ルブランの元気か〜い?ハリウッド!』 - 『モダン・ファミリー』 - 『SMASH』 |
| テレビシリーズ演技賞（ドラマ部門） | |
| 主演男優賞 | 主演女優賞 |
| - ダミアン・ルイス - 『HOMELAND』 - ニコラス・ブロディ役 - スティーヴ・ブシェミ - 『ボードウォーク・エンパイア 欲望の街』 - ナッキー・トンプソン役 - ブライアン・クランストン - 『ブレイキング・バッド』 - ウォルター・ホワイト役 - ジェフ・ダニエルズ - 『ニュースルーム』 - ウィル・マカヴォイ役 - ジョン・ハム - 『マッドメン』 - ドン・ドレイパー役 | - クレア・デインズ - 『HOMELAND』 - キャリー・マティソン役 - コニー・ブリットン - 『ナッシュビル』 - ライアン・ジェイムズ役 - グレン・クローズ - 『ダメージ』 - パティ・ヒューズ役 - ミシェル・ドッカリー - 『ダウントン・アビー』 - メアリー・クローリー役 - ジュリアナ・マルグリーズ - 『グッド・ワイフ』 - アリシア・フロリック役                                                                                         |
| テレビシリーズ演技賞（ミュージカル・コメディ部門） | |
| 主演男優賞 | 主演女優賞 |
| - ドン・チードル - House of Lies - マーイェィ・カーン役 - アレック・ボールドウィン - 『30 ROCK/サーティー・ロック』 - ジャック・ドナギー役 - ルイス・C・K - Louie - ルイ役 - マット・ルブランク - 『マット・ルブランの元気か〜い?ハリウッド!』 - マット・ルブラン役 - ジム・パーソンズ - 『ビッグバン★セオリー/ギークなボクらの恋愛法則』 - シェルドン・クーパー役 | - レナ・ダナム - 『GIRLS/ガールズ』 - ハンナ・ホルバート役 - ズーイー・デシャネル - 『New Girl / ダサかわ女子と三銃士』 - ジェシカ・"ジェス"・デイ役 - ティナ・フェイ - 『30 ROCK/サーティー・ロック』 - リズ・レモン役 - ジュリア・ルイス＝ドレイファス - Veep - セリーナ・マイヤー役 - エイミー・ポーラー - Parks and Recreation - レスリー・ノップ役                                                                      |
| ミニシリーズ・テレビ映画演技賞 | |
| 主演男優賞 | 主演女優賞 |
| - ケビン・コスナー - 『宿敵 因縁のハットフィールド&マッコイ』 - デビル・アンス・ハットフィールド役 - ベネディクト・カンバーバッチ - 『SHERLOCK（シャーロック）』 - シャーロック・ホームズ役 - ウディ・ハレルソン - 『ゲーム・チェンジ 大統領選を駆け抜けた女』 - スティーヴ・シュミット役 - トビー・ジョーンズ - 『ザ・ガール ヒッチコックに囚われた女』 - アルフレッド・ヒッチコック役 - クライヴ・オーウェン - 『私が愛したヘミングウェイ』 - アーネスト・ヘミングウェイ役 | - ジュリアン・ムーア - 『ゲーム・チェンジ 大統領選を駆け抜けた女』 - サラ・ペイリン役 - ニコール・キッドマン - 『私が愛したヘミングウェイ』 - マーサ・ゲルホーン役 - ジェシカ・ラング - 『アメリカン・ホラー・ストーリー:精神科病棟』 - シスター・ジュード役 - シエナ・ミラー - 『ザ・ガール ヒッチコックに囚われた女』 - ティッピ・ヘドレン役 - シガニー・ウィーバー -『ポリティカル・アニマルズ』 - エレイン・バリッシュ役 |
| 助演賞 | |
| 助演男優賞 | 助演女優賞 |
| - エド・ハリス - 『ゲーム・チェンジ 大統領選を駆け抜けた女』 - ジョン・マケイン役 - マックス・グリーンフィールド - 『New Girl / ダサかわ女子と三銃士』 - シュミット役 - ダニー・ヒューストン - 『マジックシティ 黒い楽園』- ベン・"ザ・ブッチャー"・ダイヤモンド役 - マンディ・パティンキン - 『HOMELAND』 - ソウル・ベレンソン役 - エリック・ストーンストリート - 『モダン・ファミリー』 - キャメロン・タッカー役                                                           | - マギー・スミス - 『ダウントン・アビー』 - ヴァイオレット・クローリー役 - ヘイデン・パネッティーア - 『ナッシュビル』 - ジュリエット・バーンズ役 - アーチー・パンジャビ - 『グッド・ワイフ』 - カリンダ・シャルマ役 - サラ・ポールソン - 『ゲーム・チェンジ 大統領選を駆け抜けた女』 - ニコル・ウォレス役 - ソフィア・ベルガラ - 『モダン・ファミリー』 - グロリア・デルガド＝プリチェット役                                |
| ミニシリーズ・テレビ映画賞 | |
| - 『ゲーム・チェンジ 大統領選を駆け抜けた女』 - 『ザ・ガール ヒッチコックに囚われた女』 - The Hour - 『宿敵 因縁のハットフィールド&マッコイ』 - 『ポリティカル・アニマルズ』 | |

## 統計

### 複数ノミネート

#### 映画
- 7個 - 『リンカーン』
- 5個 - 『アルゴ』、『ジャンゴ 繋がれざる者』
- 4個 - 『レ・ミゼラブル』、『世界にひとつのプレイブック』、『ゼロ・ダーク・サーティ』
- 3個 - 『ライフ・オブ・パイ/トラと漂流した227日』、『砂漠でサーモン・フィッシング』、『ザ・マスター』
- 2個 - 『君と歩く世界』、『マリーゴールド・ホテルで会いましょう』、『セッションズ』

#### テレビ
- 5個 - 『ゲーム・チェンジ 大統領選を駆け抜けた女』
- 4個 - 『HOMELAND』
- 3個 - 『ダウントン・アビー』、『ザ・ガール ヒッチコックに囚われた女』、『モダン・ファミリー』
- 2個 - 『30 ROCK/サーティー・ロック』、『ビッグバン★セオリー/ギークなボクらの恋愛法則』、『ボードウォーク・エンパイア 欲望の街』、『ブレイキング・バッド』、『マット・ルブランの元気か〜い?ハリウッド!』、『GIRLS/ガールズ』、『グッド・ワイフ』、『宿敵 因縁のハットフィールド&マッコイ』、『私が愛したヘミングウェイ』、『ナッシュビル』、『New Girl / ダサかわ女子と三銃士』、『ニュースルーム』、『ポリティカル・アニマルズ』

### 複数受賞

#### 映画
- 3個 - 『レ・ミゼラブル』
- 2個 - 『アルゴ』、『ジャンゴ 繋がれざる者』

#### テレビ
- 3個 - 『ゲーム・チェンジ 大統領選を駆け抜けた女』、『HOMELAND』
- 2個 - 『GIRLS/ガールズ』